# Thibault Scotto
Thibault Scotto Di Porfirio (Tolone, 17 settembre 1978) è un ex calciatore francese, di ruolo difensore.

## Carriera

### Club
Cresciuto nelle giovanili del Nizza, legò proprio alla squadra della Costa Azzurra la maggior parte della propria carriera, disputando con essa quattro campionati di Ligue 1 e due volte la Coppa Intertoto UEFA. I suoi tre diversi periodi di militanza negli aquilotti sono intervallati dai prestiti a Martigues e Amiens con cui gioca rispettivamente in Championnat National e in Ligue 2. Terminata l'esperienza in massima serie con il Nizza passa all'Istres, militante in terza serie, con cui vince il campionato 2008-2009 conquistando la promozione in Ligue 2, che disputò nuovamente e per l'ultima volta nella stagione seguente proprio con la formazione provenzale. Termina la sua carriera nelle serie minori francesi con Cannes e Grasse.

## Statistiche

### Presenze e reti nei club
Statistiche aggiornate al termine della carriera.
| Stagione        | Squadra         | Campionato      | Campionato | Campionato | Coppe nazionali | Coppe nazionali | Coppe nazionali | Coppe continentali | Coppe continentali | Coppe continentali | Altre coppe | Altre coppe | Altre coppe | Totale | Totale |
| Stagione        | Squadra         | Comp.           | Pres.      | Reti       | Comp.           | Pres.           | Reti            | Comp.              | Pres.              | Reti               | Comp.       | Pres.       | Reti        | Pres.  | Reti   |
| --------------- | --------------- | --------------- | ---------- | ---------- | --------------- | --------------- | --------------- | ------------------ | ------------------ | ------------------ | ----------- | ----------- | ----------- | ------ | ------ |
| 1997-1998       | Nizza           | D2              | 15         | 0          | CF+CdL          | 2+1             | 1+0             | CdC                | 0                  | 0                  | SF          | 1           | 0           | 19     | 1      |
| 1998-1999       | Nizza           | D2              | 11         | 0          | CF+CdL          | 1+0             | 0               | -                  | -                  | -                  | -           | -           | -           | 12     | 0      |
| 1999-2000       | Martigues       | N               | 14         | 0          | CF+CdL          | ?               | ?               | -                  | -                  | -                  | -           | -           | -           | 14+    | 0+     |
| 2000-2001       | Nizza           | D2              | 24         | 0          | CF+CdL          | 1+0             | 0               | -                  | -                  | -                  | -           | -           | -           | 25     | 0      |
| 2001-2002       | Nizza           | D2              | 21         | 1          | CF+CdL          | 0+1             | 0               | -                  | -                  | -                  | -           | -           | -           | 22     | 1      |
| 2002-2003       | Nizza           | L1              | 15         | 0          | CF+CdL          | 1+0             | 0               | -                  | -                  | -                  | -           | -           | -           | 16     | 0      |
| 2003-2004       | Nizza           | L1              | 20         | 0          | CF+CdL          | 0+3             | 0               | Int                | 1                  | 0                  | -           | -           | -           | 24     | 0      |
| 2004-2005       | Nizza           | L1              | 14         | 0          | CF+CdL          | 0               | 0               | Int                | 1                  | 0                  | -           | -           | -           | 15     | 0      |
| 2005-2006       | Amiens          | L2              | 31         | 0          | CF+CdL          | 3+1             | 0               | -                  | -                  | -                  | -           | -           | -           | 35     | 0      |
| 2006-2007       | Nizza           | L1              | 6          | 0          | CF+CdL          | 0               | 0               | -                  | -                  | -                  | -           | -           | -           | 6      | 0      |
| Totale Nizza    | Totale Nizza    | Totale Nizza    | 126        | 1          |                 | 10              | 1               |                    | 2                  | 0                  |             | 1           | 0           | 139    | 2      |
| 2007-2008       | Istres          | N               | 29         | 0          | CF+CdL          | 0+1             | 0               | -                  | -                  | -                  | -           | -           | -           | 30     | 0      |
| 2008-2009       | Istres          | N               | 37         | 1          | CF+CdL          | 0+1             | 0               | -                  | -                  | -                  | -           | -           | -           | 38     | 1      |
| 2009-2010       | Istres          | L2              | 23         | 0          | CF+CdL          | 1+2             | 0               | -                  | -                  | -                  | -           | -           | -           | 27     | 0      |
| Totale Istres   | Totale Istres   | Totale Istres   | 89         | 1          |                 | 5               | 0               |                    | -                  | -                  |             | -           | -           | 94     | 1      |
| 2010-2011       | Cannes          | N               | 13         | 1          | CF+CdL          | 0               | 0               | -                  | -                  | -                  | -           | -           | -           | 13     | 1      |
| 2011-2012       | Grasse          | CFA2            | 3+         | 0+         | CF              | ?               | ?               | -                  | -                  | -                  | -           | -           | -           | 3+     | 0+     |
| 2012-2013       | Grasse          | CFA2            | 18         | 0          | CF              | ?               | ?               | -                  | -                  | -                  | -           | -           | -           | 13+    | 1+     |
| Totale Grasse   | Totale Grasse   | Totale Grasse   | 21+        | 0+         |                 | ?               | ?               |                    | -                  | -                  |             | -           | -           | 21+    | 0+     |
| Totale carriera | Totale carriera | Totale carriera | 306+       | 3+         |                 | 19+             | 1+              |                    | 2                  | 0                  |             | 1           | 0           | 328+   | 4+     |

## Palmarès

### Club

#### Competizioni nazionali
- Championnat National: 1

Istres: 2008-2009